# Larentia philpotti
Larentia philpotti là một loài bướm đêm trong họ Geometridae.